# Alina Tumilowitsch

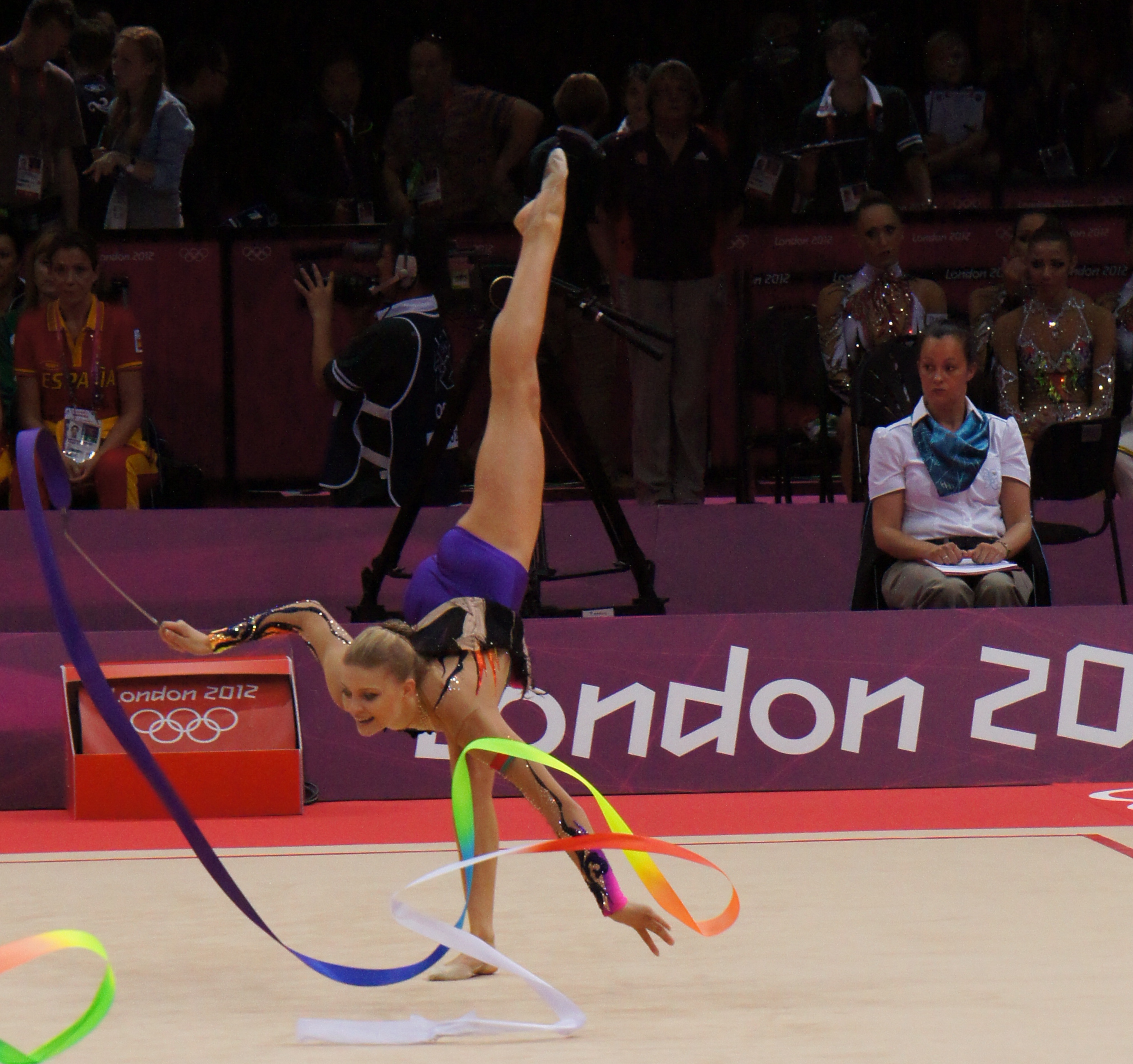
Alina Tumilowitsch (2012)

Alina Tumilowitsch (belarussisch Аліна Артураўна Туміловіч, englisch Alina Tumilovich; * 21. April 1990 in Minsk) ist eine belarussische Turnerin.
Sie gewann mit dem belarussischen Team  bei den Olympischen Sommerspielen 2008 in Peking die Bronzemedaille und bei den Olympischen Sommerspielen 2012 in London die Silbermedaille in der Rhythmischen Sportgymnastik.